# Kazimierz Szczerba
Kazimierz Wiesław Szczerba est un boxeur polonais né à Ciężkowice le 4 mars 1954.

## Carrière
Sa carrière amateur est principalement marquée par deux médailles de bronze remportées aux Jeux olympiques de Montréal en 1976 dans la catégorie super-légers et aux Jeux de Moscou en 1980 en poids welters.

### Jeux olympiques
- Médaille de bronze en welters aux Jeux de 1980 à Moscou
- Médaille de bronze en super-légers aux Jeux de 1976 à Montréal